# Domanda aggregata
In macroeconomia la domanda aggregata, nota anche come domanda effettiva è spesso designata con la sigla AD (acronimo dell'inglese aggregate demand) rappresenta la domanda di beni e servizi formulata da un sistema economico nel suo complesso, in un certo periodo temporale; come tale essa rappresenta la potenzialità di sfruttamento della capacità produttiva globale di un certo sistema economico.

## Descrizione
Sebbene il concetto di domanda effettiva fosse parte dell'analisi di alcuni economisti precedenti, è con John Maynard Keynes che vengono chiaramente definite le componenti fondamentali della domanda aggregata (e le relazioni tra le componenti stesse); sviluppi successivi hanno poi contribuito a determinare in forma più analitica le componenti della domanda aggregata (ad esempio con l'inserimento delle aspettative degli operatori economici come variabili determinanti).
La domanda aggregata viene oggi rappresentata attraverso una funzione, che deriva dall'equilibrio congiunto tra il settore reale e il settore monetario (equilibrio IS-LM):
{\displaystyle Y=Y\left({\frac {M}{P}},G,T\right)}
La domanda aggregata è funzione diretta dell'offerta reale di moneta {\displaystyle M/P}, funzione diretta della spesa pubblica {\displaystyle G}, funzione inversa del livello di imposizione fiscale {\displaystyle T}; andrebbero anche considerati altri fattori quali il consumo autonomo (indipendente dal reddito), la propensione marginale al consumo, l'investimento autonomo (indipendente dal tasso e dal reddito) considerato positivo e costante, la sensibilità dell'investimento rispetto alle variazioni del livello produttivo dell'economia (in tutti questi casi si ha un effetto diretto sulla domanda aggregata).
Graficamente la domanda aggregata è rappresentata in un sistema di assi cartesiani (dove sull'asse delle ascisse c'è il reddito o prodotto {\displaystyle Y} e sull'asse delle ordinate c'è il livello generale dei prezzi {\displaystyle P}) attraverso una curva decrescente detta curva di Marshall (che evidenzia come, all'aumentare del livello dei prezzi, la domanda di beni e servizi si riduce).
La domanda aggregata e l'offerta aggregata del sistema economico determinano l'equilibrio economico del sistema stesso.